# Lode Wils
Lodewijk (Lode) Jan Wils (Antwerpen, 18 maart 1929 – Heverlee, 10 december 2024) was een Belgisch historicus en hoogleraar.

## Biografie
In 1939 begon Wils zijn humaniora aan het Onze-Lieve-Vrouwcollege in Antwerpen, maar moest in de oorlog overstappen naar het Koninklijk Atheneum Antwerpen. Hij werd lid van de Christelijke Volkspartij en ontplooide activiteiten bij de Antwerpse jongerenafdeling. Van 1945 tot 1951 studeerde hij aan de Katholieke Universiteit Leuven en werd er licentiaat in de geschiedenis en doctor in de rechten. In 1951 werd hij studiemeester in de Koninklijke Athenea van Hasselt en Deurne. In 1954 verdedigde hij een proefschrift over Jan Baptist David en werd zo ook doctor in de geschiedenis. In 1956 richtte hij mee de Vlaamse Volksbeweging op maar bleef er slechts korte tijd actief. Hij woonde ook enkele lezingen bij van de Stichting Lodewijk de Raet.
In 1958 werd hij benoemd tot leraar aan de Koninklijke Athenea van Antwerpen en Hoboken. Van 1959 tot 1965 was hij secretaris van de Antwerpse afdeling van de Katholieke Vlaamse Hogeschooluitbreiding en uitgever van de Verhandelingen van deze vereniging. 

### Hoogleraar
In 1961 werd hij deeltijds assistent met leeropdracht aan de KU Leuven. In 1965 werd hij voltijds docent aan de pas opgerichte afdeling van de universiteit in Kortrijk en ook de eerste 'rector' aldaar. Na de splitsing van de Leuvense universiteit in 1968 (waar hij een tegenstander van was) kwamen er lesopdrachten vrij in Leuven waardoor hij aldaar gewoon hoogleraar werd. In 1975 verhuisde hij met zijn gezin (waaronder zijn dochter Kaat Wils) definitief naar Heverlee.
Wils was een opvallende hoogleraar die polemiek niet uit de weg ging. Hij had vastomlijnde meningen over wat een van de hoofdonderwerpen van zijn onderzoek en onderwijs was: de Vlaamse Beweging binnen de Belgische staatsstructuur. Hij verwierp het Vlaams-nationalisme omdat zijn rol in de Vlaamse Beweging nefast en schadelijk is voor het doel zelf dat het nastreefde. Hij veroordeelde het separatisme in scherpe bewoordingen en meende dat de in België bereikte federalisering voldoende ver ging. Het doel, zoals hij het formuleerde, was de natuurlijke ontplooiing van de Vlamingen, naar eigen aard en in de eigen taal, binnen het Belgische kader. Hij leidde een groep historici op die binnen en buiten de universiteit zijn ideeën verder uitdiepten. Zelf bleef hij tot lang na zijn emeritaat een invloedrijke stem die geen blad voor de mond nam.
In 1970 kwam hij op voor de CVP bij de gemeenteraadsverkiezingen in Kortrijk. Dat jaar werd hij door CVP West-Vlaanderen voorgedragen als lid van de raad van beheer van de Belgische radio en televisie wat hij bleef tot hij in 1979 bestuurder werd van de Katholieke Televisie- en Radio-Omroep (KTRO). Wils was ook vele jaren lid van de wetenschappelijke commissie die de historische documentaires van Maurice De Wilde begeleidde. Hij nam publiekelijk afstand van De Wildes late werk over de repressie, dat hij onwetenschappelijk vond. In 1993 nam hij ook ontslag uit KRTO en zegde hij ook publiekelijk zijn lidmaatschap van het Davidsfonds op vanwege de toenemende anti-Belgische koers (maar bleef wel publiceren bij de uitgeverij van dit cultuurfonds).

### Auteur
Hij brak door als auteur met een boek over de Flamenpolitik tijdens de Eerste Wereldoorlog. Op vraag van Leo en Mia Van Cauwelaert bestudeerde Wils het leven en werk van hun vader Frans Van Cauwelaert. Hij baseerde zich voornamelijk op het omvangrijke archief in het Letterenhuis in Antwerpen. Het resultaat werd een vijfdelige biografie die tussen 1998 en 2009 werd gepubliceerd bij Houtekiet: 
- 1998: De Messias van Vlaanderen. Frans van Cauwelaert, 1880-1910
- 2001: Frans van Cauwelaert en de barst in België, 1910-1919
- 2003: Frans van Cauwelaert afgewezen door koning Albert I. Een tijdbom onder België
- 2005: Burgemeester van Cauwelaert, schepper van Nederlandstalig Vlaanderen, 1923-1932
- 2009: Frans van Cauwelaert, triomf, val en wederopstanding, 1932-1961

Deze grondige geschiedenis van de Vlaamse Beweging werd in 2017 in één boek uitgegeven door Uitgeverij Doorbraak: Frans van Cauwelaert. Politieke biografie.

## Erkenning
- Antwerpse Provinciale Prijs voor geschiedenis en volkskunde
- 1998-2000: Driejaarlijkse Pil-van Gastelprijs voor Geschiedenis voor De Messias van Vlaanderen. Frans van Cauwelaert 1880-1910 en Frans van Cauwelaert en de barst in België 1910-1919
- 2019: Ereteken van de Vlaamse Gemeenschap